# Helvetic Airways
Helvetic Airways (code AITA : 2L ; code OACI : OAW) est une compagnie aérienne suisse basée à l'aéroport international de Zurich.
Elle exploite des vols en Europe et en Afrique du Nord, principalement pour son propre compte, mais elle effectue aussi des vols pour le compte de Swiss International Air Lines.
Elle a tout d'abord repris les anciens Fokker 100 de American Airlines et a commencé ses vols en septembre 2003. Depuis avril 2013, elle utilise aussi un Airbus A319.
La compagnie a de plus ajouté sept Embraer 190 à sa flotte entre décembre 2014 et juillet 2015.

## Historique
Helvetic Airways a été créée à l'automne 2003, comme nouvelle marque et extension de la compagnie aérienne existante Odette Airways, pour desservir des destinations en Europe du Sud-Est. La première compagnie aérienne à bas prix de Suisse a commencé à opérer en novembre, avec un Fokker 100 desservant trois destinations. En 2004, la flotte est passée à sept appareils.
En décembre 2006, la compagnie a dévoilé un nouveau look pour ses avions. Depuis lors, tous les Fokker 100 ont une livrée rouge-blanc-gris argenté, avec la croix suisse sur la queue.
En octobre 2010, les médias suisses ont annoncé une nouvelle base à l'aéroport de Berne.
Le 18 février 2013, lors d'un vol de diamants, huit hommes armés d'armes automatiques et vêtus d'uniformes de police ont saisi 120 colis, contenant des diamants d'une valeur estimée à 50 millions de dollars (32 000 000 £), dans un avion de ligne Fokker 100 de Helvetic Airways, chargé de passagers se préparant à partir pour Zurich. Les hommes ont conduit deux véhicules à travers un trou qu'ils avaient creusé dans la clôture du périmètre de l'aéroport jusqu'au vol LX789, qui venait d'être chargé de diamants provenant d'un fourgon blindé de la Brink's. Les hommes ont pu exécuter l'opération en cinq minutes sans être blessés et sans tirer un seul coup de feu.
En décembre 2014, Helvetic Airways a commencé à reprendre sept Embraer 190.
Depuis mars 2016, il existe un contrat de wet lease avec la Lufthansa pour la ligne Zurich-Munich.
En 2018, Swiss International Air Lines (SWISS) a élargi son partenariat avec Helvetic Airways, en annonçant qu'elle déploiera jusqu'à huit appareils Embraer E190-E2 de Helvetic Airways ou des équipements similaires sur ses lignes à partir de 2019.
Le 14 juin 2019, le dernier Fokker 100 de Helvetic Airways a quitté la flotte.

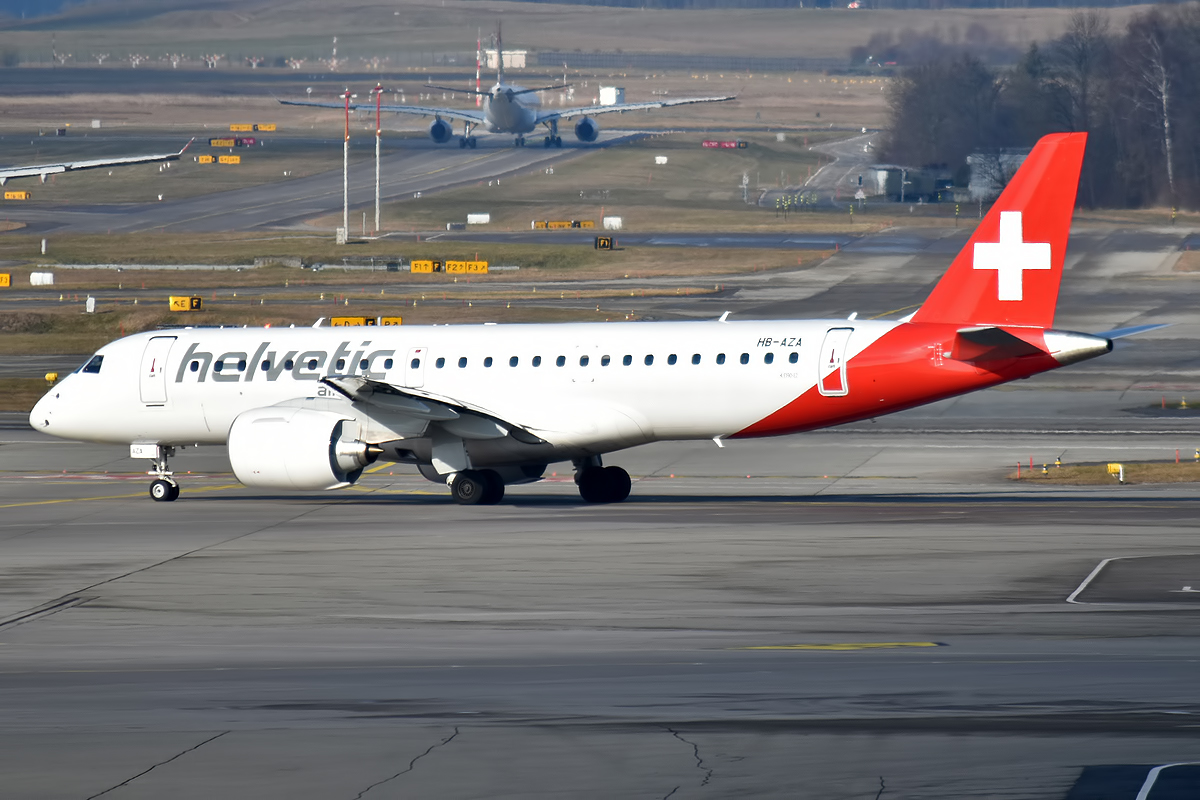
Embraer E190-E2 de Helvetic Airways avec l'immatriculation HB-AZA

En octobre 2019, le transporteur a pris livraison de son premier appareil Embraer E190-E2.
Son premier Embraer 195-E2 est livré le 25 juin 2021 et est immatriculé HB-AZI. Trois autres Embraer 195-E2 doivent être livrés, d'après la compagnie, jusqu'à juillet 2021. La compagnie communique sur l'achèvement entier du renouvellement de sa flotte en date du 18 août 2021. 

## Destinations
Au 1er janvier 2015, Helvetic Airways dessert les destinations suivantes à son propre compte. Les destinations desservies pour le compte de Swiss International Air Lines ne sont pas incluses.
 Chypre
- Larnaca - Aéroport de Larnaca (charter)

 Égypte
- Marsa Alam - Aéroport de Marsa Alam

 Espagne
- Fuerteventura - Aéroport de  Fuerteventura (charter)
- Gran Canaria - Aéroport de Gran Canaria (charter)
- Lanzarote - Aéroport de Lanzarote (charter)
- Palma de Mallorca - Aéroport de Palma de Majorque, notamment saisonnier depuis l'aéroport de Sion en 2017.

 France
- Bordeaux - Aéroport de Bordeaux - Mérignac
- Calvi - Aéroport de Calvi-Sainte-Catherine (saisonnier)
- Nantes - Aéroport de Nantes
- Nice - Aéroport de Nice Côte d'Azur

 Grèce
- Corfou - Aéroport de Corfou (charter)
- Heraklion - Aéroport international d'Héraklion Níkos-Kazantzákis (charter)
- Kos (Dodécanèse) - Aéroport international de l'île de Kos (charter)
- Rhodes - Aéroport de Rhodes (charter)

 Irlande
- Shannon (Irlande) - Aéroport de Shannon (saisonnier)

 Italie
- Brindisi - Aéroport de Brindisi
- Catania - Aéroport de Catane-Fontanarossa
- Lamezia Terme - Aéroport de Lamezia Terme
- Olbia - Aéroport d'Olbia

 Kosovo
- Pristina - Aéroport international de Pristina

 Norvège
- Tromsø - Tromsø Lufthavn

 Macédoine du Nord
- Skopje - Aéroport international de Skopje
- Ohrid - Aéroport Saint-Paul l'Apôtre d'Ohrid

 Royaume-Uni
- Bristol - Aéroport de Bristol
- Glasgow - Aéroport international de Glasgow (saisonnier)
- Inverness - Aéroport d'Inverness
- Manchester - Aéroport international de Manchester

 Suisse
- Berne - Aéroport de Berne (hub)
- Zurich - Aéroport international de Zurich (hub)

 Tunisie
- Enfidha - Aéroport international d'Enfidha-Hammamet

## Flotte

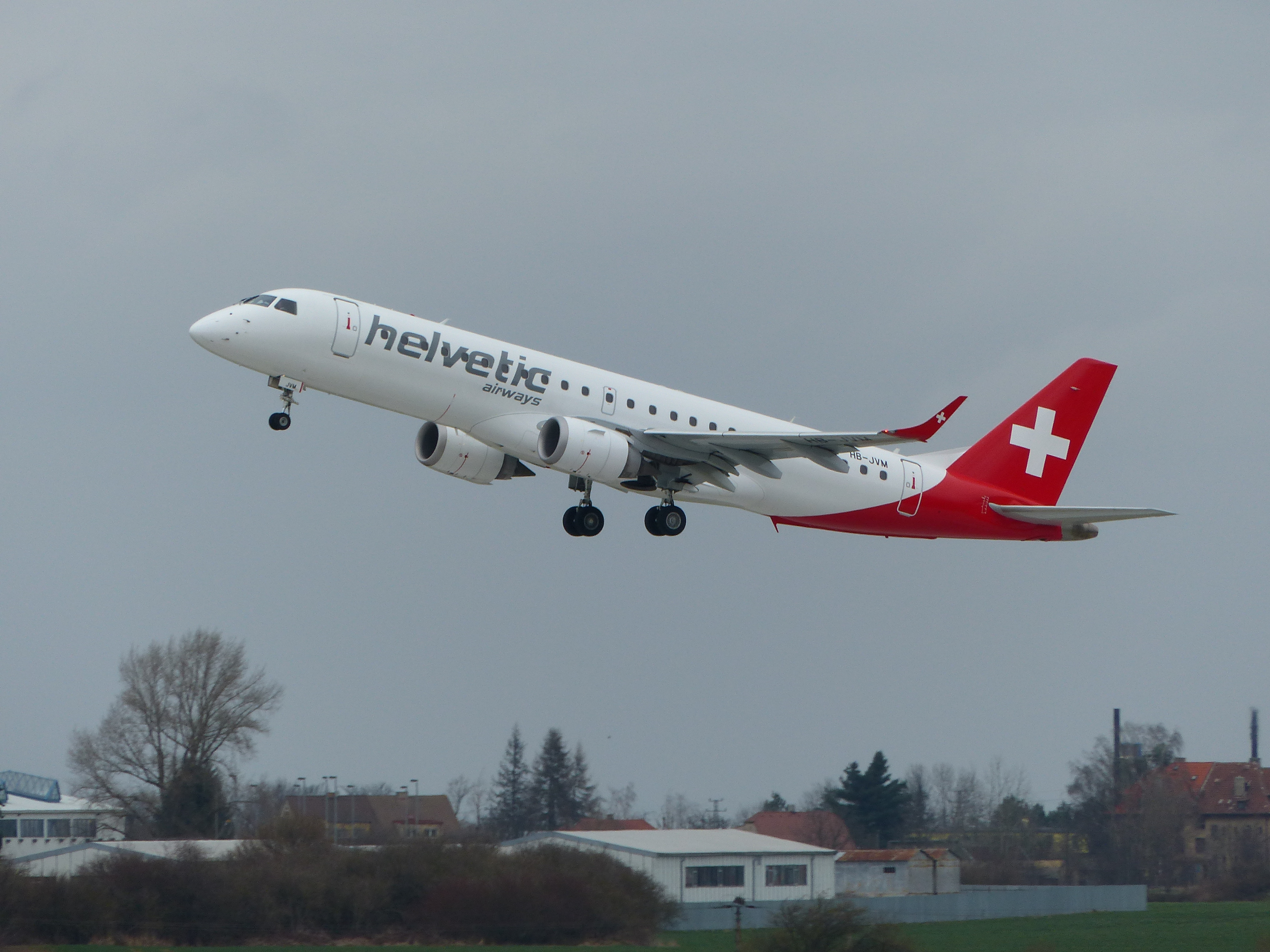
Embraer ERJ-190

En août 2022, la flotte de Helvetic Airways est composée des appareils suivants :

En avril 2013, la compagnie rachète un Airbus A319 (HB-JVK) qui appartenait depuis août 2006 à Nas Air. Cet avion permet à la compagnie de desservir les destinations qui se situent au-delà du rayon d'action des Fokker F100 et de couvrir par la même occasion le segment des avions de 130 à 140 places.
Depuis décembre 2014, sept Embraer 190 appartenant anciennement à la compagnie aérienne autrichienne Niki (HB-JVL, HB-JVM, HB-JVN, HB-JVO, HB-JVP, HB-JVQ et HB-JVR) ont été loués à Bernina Aircraft Leasing et mis en place progressivement entre décembre 2014 et juillet 2015. Le dernier est entré en service le 1er juillet 2015.
En avril 2017, la flotte de Helvetic Airways a une moyenne d'âge de 14,1 ans.
Le 17 juillet 2018, la compagnie communique sur la commande de 12 Embraer 190-E2 et de 12 options supplémentaires. Les 12 premiers appareils devraient remplacer les 5 Fokker 100 et les 7 Embraer 190 entre l'automne 2019 et l'automne 2020. 

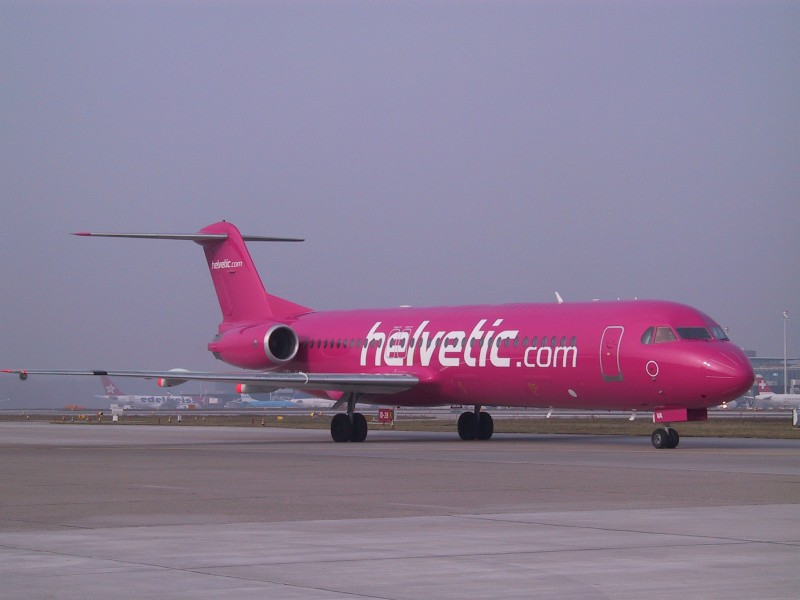
Fokker 100 de Helvetic Airways avec les anciennes couleurs
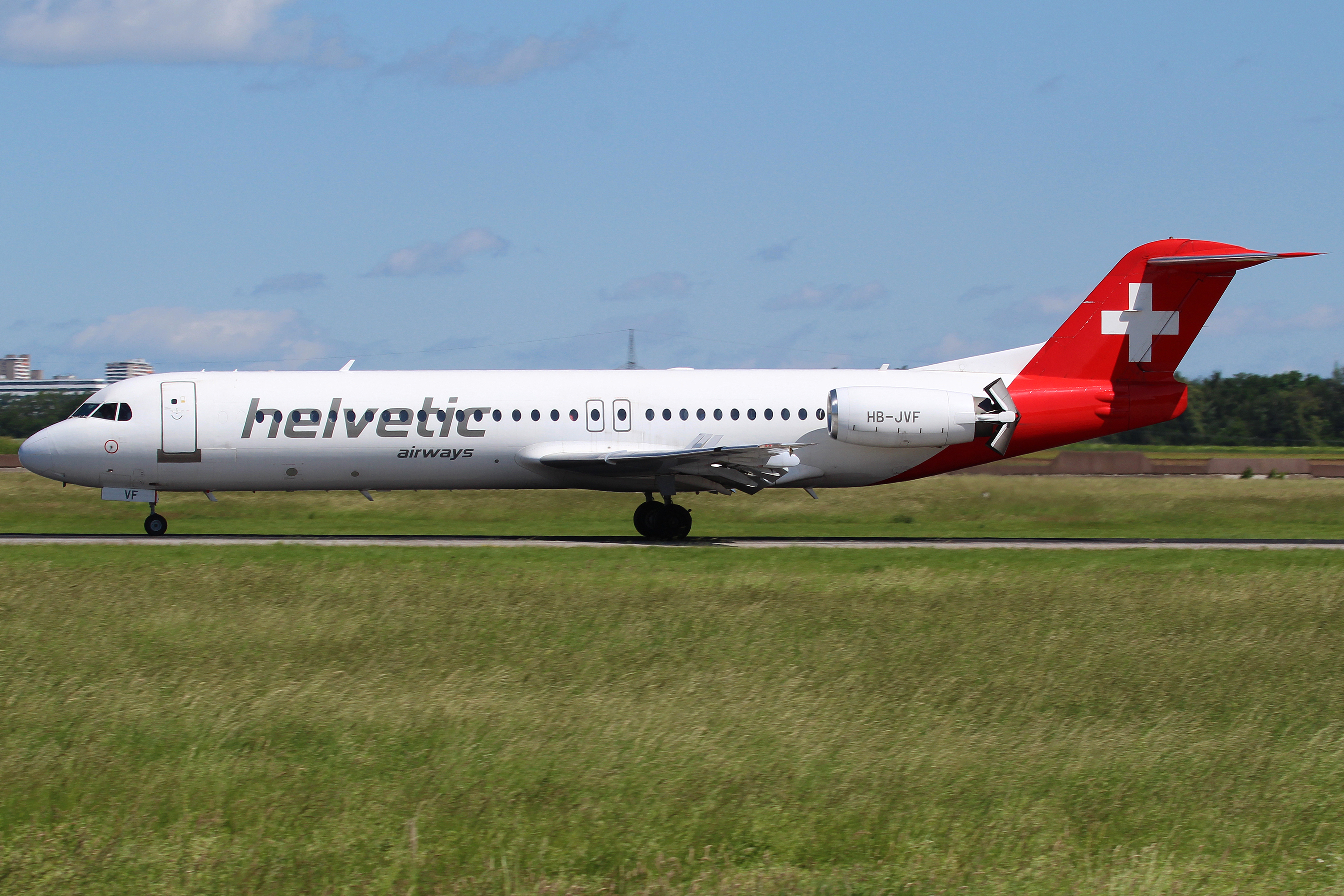
Fokker 100 de Helvetic Airways aux nouvelles couleurs
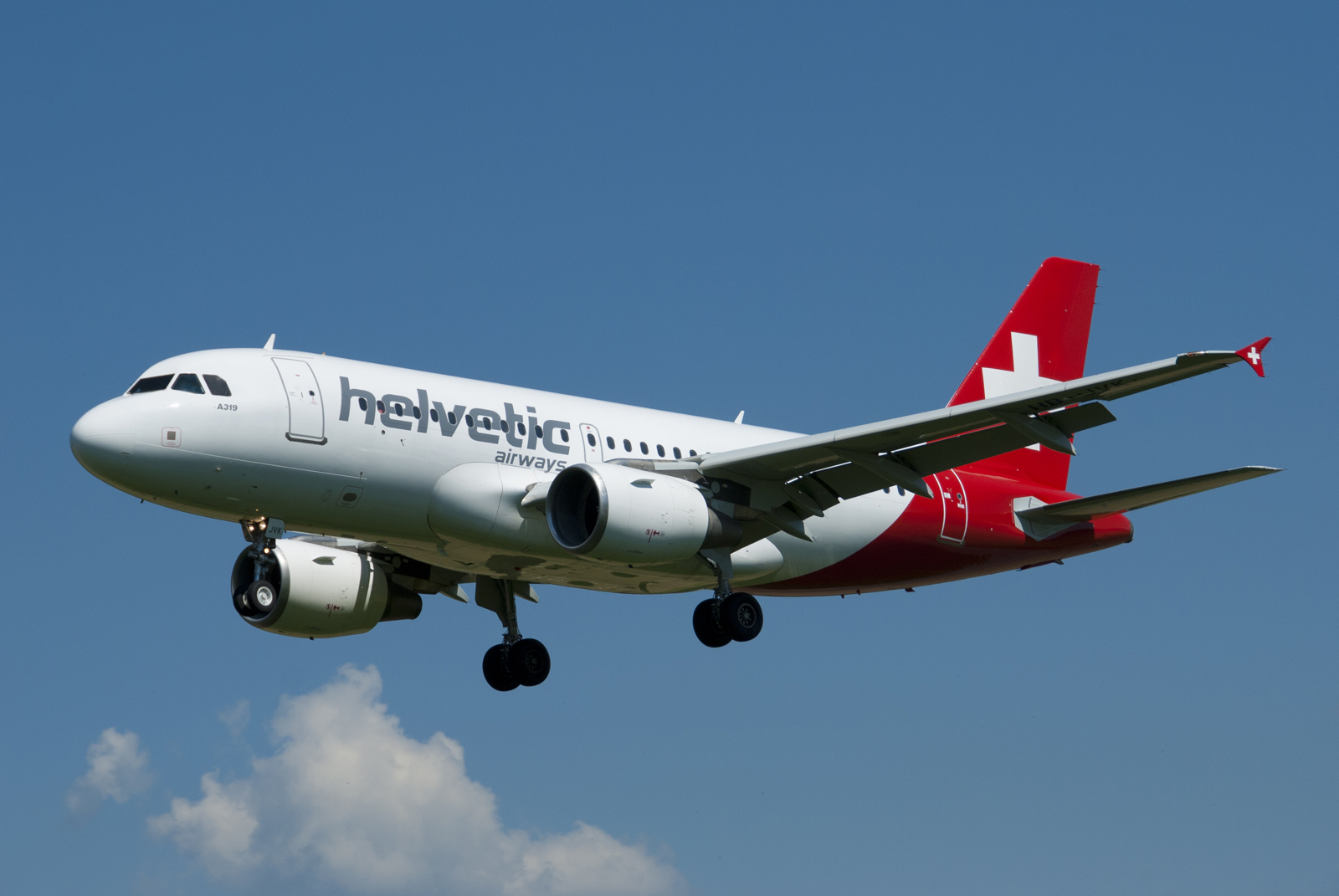
HB-JVK, l'unique A319-112 de Helvetic Airways

## Logo

2008-2023